# Bendere Oboya
Bendere Opamo Oboya (* 17. April 2000 in Gambela, Äthiopien) ist eine australische Sprinterin, die sich auf den 400-Meter-Lauf spezialisiert hat.

## Sportliche Laufbahn
Erste internationale Erfahrungen sammelte Bendere Oboya im Jahr 2017, als sie bei den Commonwealth Youth Games in Nassau in 52,69 s die Goldmedaille über 400 Meter gewann und auch mit der australischen Mixed-Staffel über 4-mal 400 Meter in 3:25,08 min siegte. Im Jahr darauf startete sie bei den Commonwealth Games im australischen Gold Coast, kam dort aber mit 55,62 s nicht über die erste Runde hinaus. 2019 siegte sie in 52,76 s bei den Ozeanienmeisterschaften in Townsville und erhielt damit ein Freilos für die Weltmeisterschaften in Doha, bei denen sie mit 51,58 s im Halbfinale ausschied. Im Vorlauf stellte sie mit 51,21 s einen neuen U20-Ozeanienrekord auf. Zudem startete sie dort auch mit der 4-mal-400-Meter-Staffel der Frauen, verpasste aber mit 3:28,64 min den Finaleinzug. 2020 siegte sie in 52,38 s beim Sydney Track Classic und im Jahr darauf siegte sie beim Sydney Track Classic in 36,71 s über 300 Meter und anschließend siegte sie in 52,26 s beim Queensland Track Classic. Im August nahm sie an den Olympischen Sommerspielen in Tokio teil und schied dort mit 52,37 s im Vorlauf aus. Zudem verpasste sie im Staffelbewerb mit 3:30,61 min den Finaleinzug.
In den Jahren 2019 und 2021 wurde Oboya australische Meisterin im 400-Meter-Lauf sowie 2017 in der 4-mal-400-Meter-Staffel.

## Persönliche Bestleistungen
- 300 Meter: 36,71 s, 13. März 2021 in Sydney
- 400 Meter: 51,21 s, 30. September 2019 in Doha (U20-Ozeanienrekord)